# Fresnes-lès-Montauban

Fresnes-lès-Montauban este o comună în departamentul Pas-de-Calais, Franța. În 1 ianuarie 2022 avea o populație de 604 de locuitori.